# All Star Cup 2018
All Star Cup 2018 byl první ročník All Star Cupu, což byl turnaj ligových výběrů ledního hokeje ze 4 evropských soutěží slovenské Tipsport ligy, české Tipsport extraligy, německé DEL a převážně rakouské EBEL a konal se 17. února 2018 na Zimném štadiónu Ondreja Nepelu v Bratislavě. Zápasy se odehrály na 2 x 15 minut o 3 hráčích v poli společně s brankářem na každé straně a výběry se utkaly systémem každý s každým. Vítězný výběr obdržel 25 000 eur, tedy více než 630 000 Kč.

## Pořadatel
| Bratislava                                    | Zimný štadión Ondreja Nepelu |
| Zimní stadion Ondreje Nepely Kapacita: 10 110 | Zimný štadión Ondreja Nepelu |
| Zimný štadión Ondreja Nepelu                  | Zimný štadión Ondreja Nepelu |

## Soupisky

### Soupiska výběruDEL
- Generální manažer: Erich Kühnhackl
- Hlavní trenér: Georg Holzmann
- Asistent trenéra:

| Číslo | Post    | Hráč                | Klub                    |
| ----- | ------- | ------------------- | ----------------------- |
| 29    | brankář | Andreas Jenike      | Thomas Sabo Ice Tigers  |
| 34    | brankář | Dustin Strahlmeier  | Schwenninger Wild Wings |
| 32    | obránce | Cody Lampl          | Pinguins Bremerhaven    |
| 37    | obránce | Sean Sullivan       | ERC Ingolstadt          |
| 58    | obránce | Christopher Fischer | Iserlohn Roosters       |
| 2     | obránce | Jeremy Dehner       | Grizzlys Wolfsburg      |
| 97    | útočník | Matthew White       | Augsburger Panther      |
| 52    | útočník | Sven Ziegler        | Eisbären Berlín         |
| 21    | útočník | Maximilian Kammerer | Düsseldorfer EG         |
| 93    | útočník | Sebastian Uvira     | Kölner Haie             |
| 84    | útočník | Dragan Umicevic     | Krefeld Pinguine        |
| 40    | útočník | Daniel Sparre       | Adler Mannheim          |
| 11    | útočník | Keith Aucoin        | EHC Red Bull München    |
| 13    | útočník | Stefan Loibl        | Straubing Tigers        |

### Soupiska výběruEBEL
- Generální manažer: Axel Bammer
- Hlavní trenér: Daniel Welser
- Asistent trenéra: Martin Ulrich

| Číslo | Post    | Hráč                | Klub                      |
| ----- | ------- | ------------------- | ------------------------- |
| 30    | brankář | MacMillan Carruth   | Alba Volán Székesfehérvár |
| 7     | brankář | Patrik Nechvátal    | HC TWK Innsbruck          |
| 51    | obránce | Matthias Trattnig   | EC Red Bull Salzburg      |
| 89    | obránce | Jan Lattner         | Orli Znojmo               |
| 77    | obránce | Samuel Labrecque    | VSV EC                    |
| 16    | útočník | Patrick Harand      | EC KAC                    |
| 19    | útočník | Tyler Spurgeon      | HC TWK Innsbruck          |
| 10    | útočník | Olivier Latendresse | Alba Volán Székesfehérvár |
| 9     | útočník | Joel Broda          | EHC Black Wings Linec     |
| 86    | útočník | Tyler Morley        | KHL Medveščak             |
| 17    | útočník | Henrik Neubauer     | EC Dornbirn               |
| 24    | útočník | Brock Higgs         | Graz 99ers                |
| 28    | útočník | Christopher DeSousa | HC Bolzano                |
| 46    | útočník | Richard Schlögl     | Vienna Capitals           |

### Soupiska výběruČELH
- Generální manažer: Petr Nedvěd
- Hlavní trenér: Vladimír Vůjtek st.
- Asistent trenéra: Viktor Ujčík

| Číslo | Post    | Hráč             | Klub                |
| ----- | ------- | ---------------- | ------------------- |
| 39    | brankář | Libor Kašík      | Aukro Berani Zlín   |
| 15    | brankář | Miroslav Svoboda | HC Škoda Plzeň      |
| 52    | obránce | Erik de la Rose  | HC Dukla Jihlava    |
| 20    | obránce | Brett Flemming   | Piráti Chomutov     |
| 13    | obránce | Marek Hrbas      | HC Vítkovice Ridera |
| 37    | obránce | Martin Vyrůbalík | HC Olomouc          |
| 26    | útočník | Jaroslav Bednář  | Mountfield HK       |
| 87    | útočník | Martin Hanzl     | HC Verva Litvínov   |
| 31    | útočník | Dominik Lakatoš  | Bílí Tygři Liberec  |
| 88    | útočník | Martin Nečas     | HC Kometa Brno      |
| 21    | útočník | Lukáš Pech       | HC Sparta Praha     |
| 23    | útočník | Jiří Polanský    | HC Oceláři Třinec   |
| 11    | útočník | David Tomášek    | HC Dynamo Pardubice |
| 78    | útočník | Lukáš Žejdl      | BK Mladá Boleslav   |

### Soupiska výběruSEĽH
- Generální manažer: Peter Bondra
- Hlavní trenér: Ján Filc
- Asistent trenéra: Ján Pardavý
- Asistent trenéra: Andrej Kmeč

| Číslo | Post    | Hráč               | Klub                           |
| ----- | ------- | ------------------ | ------------------------------ |
| 51    | brankář | Tomáš Tomek        | MsHK DOXXbet Žilina            |
| 31    | brankář | Michal Valent      | HC Dukla Trenčín               |
| 81    | obránce | Nick Ross          | HKm Zvolen                     |
| 86    | obránce | Daniel Brejčák     | HK Poprad                      |
| 8     | obránce | Jozef Sládok       | HC 07 Detva                    |
| 71    | obránce | Eduard Šedivý      | HC Košice                      |
| 12    | útočník | Juraj Bezúch       | HC Dukla Trenčín               |
| 27    | útočník | Patrik Koyš        | MHk 32 Liptovský Mikuláš       |
| 71    | útočník | Patrik Svitana     | HK Poprad                      |
| 9     | útočník | Judd Blackwater    | HK Nitra                       |
| 85    | útočník | Marek Slovák       | HK Nitra                       |
| 57    | útočník | Cason Hohmann      | HC ’05 iClinic Banská Bystrica |
| 10    | útočník | Štěpán Novotný     | HC Mikron Nové Zámky           |
| 92    | útočník | Branko Radivojevič | HC Dukla Trenčín               |

## Tabulka
| Poř. | Tým  | Z | V | R | P | GV | GI | B |
| ---- | ---- | - | - | - | - | -- | -- | - |
| 1.   | SEĽH | 3 | 2 | 1 | 0 | 17 | 10 | 5 |
| 2.   | ČELH | 3 | 1 | 1 | 1 | 14 | 15 | 3 |
| 3.   | DEL  | 3 | 1 | 0 | 2 | 18 | 20 | 2 |
| 4.   | EBEL | 3 | 1 | 0 | 2 | 13 | 17 | 2 |

## Zápasy
| 17. února 2018 13:30 | EBEL | 5:3 (2:3, 3:0) | ČELH | Zimný štadión Ondreja Nepelu, Bratislava |  |

| Report                                                                                |                                                                                       |          |                                                      |  |
| Patrik Nechvátal                                                                      | Patrik Nechvátal                                                                      | Brankáři | Libor Kašík, Miroslav Svoboda                        |  |
| Joel Broda 1' Joel Broda 10' Brock Higgs 22' Christopher DeSousa 23' Tyler Morley 29' | Joel Broda 1' Joel Broda 10' Brock Higgs 22' Christopher DeSousa 23' Tyler Morley 29' |          | 6' Jiří Polanský 15' Lukáš Žejdl 16' Jaroslav Bednář |  |

| 17. února 2018 14:30 | DEL | 4:7 (0:4, 4:3) | SEĽH | Zimný štadión Ondreja Nepelu, Bratislava |  |

| Report                                                                       |                                                                              |          | |  |
| Andreas Jenike, Dustin Strahlmeier                                           | Andreas Jenike, Dustin Strahlmeier                                           | Brankáři | Michal Valent, Tomáš Tomek |  |
| Christopher Fischer 17' Cody Lampl 22' Jeremy Dehner 26' Sebastian Uvira 27' | Christopher Fischer 17' Cody Lampl 22' Jeremy Dehner 26' Sebastian Uvira 27' |          | 6' Cason Hohmann 9' Cason Hohmann 12' Eduard Šedivý 15' Daniel Brejčák 19' Cason Hohmann 22' Nicholas Rory Ross 23' Cason Hohmann |  |

| 17. února 2018 15:30 | DEL | 6:7 (2:5, 4:2) | ČELH | Zimný štadión Ondreja Nepelu, Bratislava |  |

| Report                                                                                                   | |          | |  |
| Andreas Jenike, Dustin Strahlmeier                                                                       | Andreas Jenike, Dustin Strahlmeier                                                                       | Brankáři | Miroslav Svoboda, Libor Kašík                                                                                             |  |
| Sven Ziegler 3' Sebastian Uvira 8' Stefan Loibl 21' Dragan Umicevic 22' Sean Sullivan 24' Cody Lampl 30' | Sven Ziegler 3' Sebastian Uvira 8' Stefan Loibl 21' Dragan Umicevic 22' Sean Sullivan 24' Cody Lampl 30' |          | 6' Lukáš Pech 9' David Tomášek 10' Jaroslav Bednář 14' David Tomášek 17' David Tomášek 27' Jaroslav Bednář 28' Lukáš Pech |  |

| 17. února 2018 17:00 | SEĽH | 6:2 (3:1, 3:1) | EBEL | Zimný štadión Ondreja Nepelu, Bratislava |  |

| Report | |  |                                                 |
| Patrik Koyš 10' Juraj Bezúch 11' Judd Blackwater 16' Juraj Bezúch 21' Judd Blackwater 26' Judd Blackwater 30' | Patrik Koyš 10' Juraj Bezúch 11' Judd Blackwater 16' Juraj Bezúch 21' Judd Blackwater 26' Judd Blackwater 30' |  | 15' Christopher DeSousa 25' Christopher DeSousa |

| 17. února 2018 18:00 | EBEL | 6:8 (5:5, 1:3) | DEL | Zimný štadión Ondreja Nepelu, Bratislava |  |

| Report | |  | |
| Brock Higgs 4' Joel Broda 9' Patrick Harand 12' Henrik Neubauer 17' Christopher DeSousa 20' Brock Higgs 25' | Brock Higgs 4' Joel Broda 9' Patrick Harand 12' Henrik Neubauer 17' Christopher DeSousa 20' Brock Higgs 25' |  | 2' Sebastian Uvira 6' Jeremy Dehner 11' Jeremy Dehner 13' Matthew White 16' Sebastian Uvira 23' Matthew White 30' Daniel Sparre 30' Sven Ziegler |

| 17. února 2018 19:00 | SEĽH | 4:4 (2:4, 2:0) | ČELH | Zimný štadión Ondreja Nepelu, Bratislava |  |

| Report                                                                      |                                                                             |          |                                                                      |  |
| Tomáš Tomek Michal Valent                                                   | Tomáš Tomek Michal Valent                                                   | Brankáři | Miroslav Svoboda Libor Kašík                                         |  |
| Marek Slovák 1' Štěpán Novotný 14' Branko Radivojevič 21' Cason Hohmann 27' | Marek Slovák 1' Štěpán Novotný 14' Branko Radivojevič 21' Cason Hohmann 27' |          | 6' Jaroslav Bednář 8' Lukáš Žejdl 15' Dominik Lakatoš 18' Lukáš Pech |  |